# Прополис

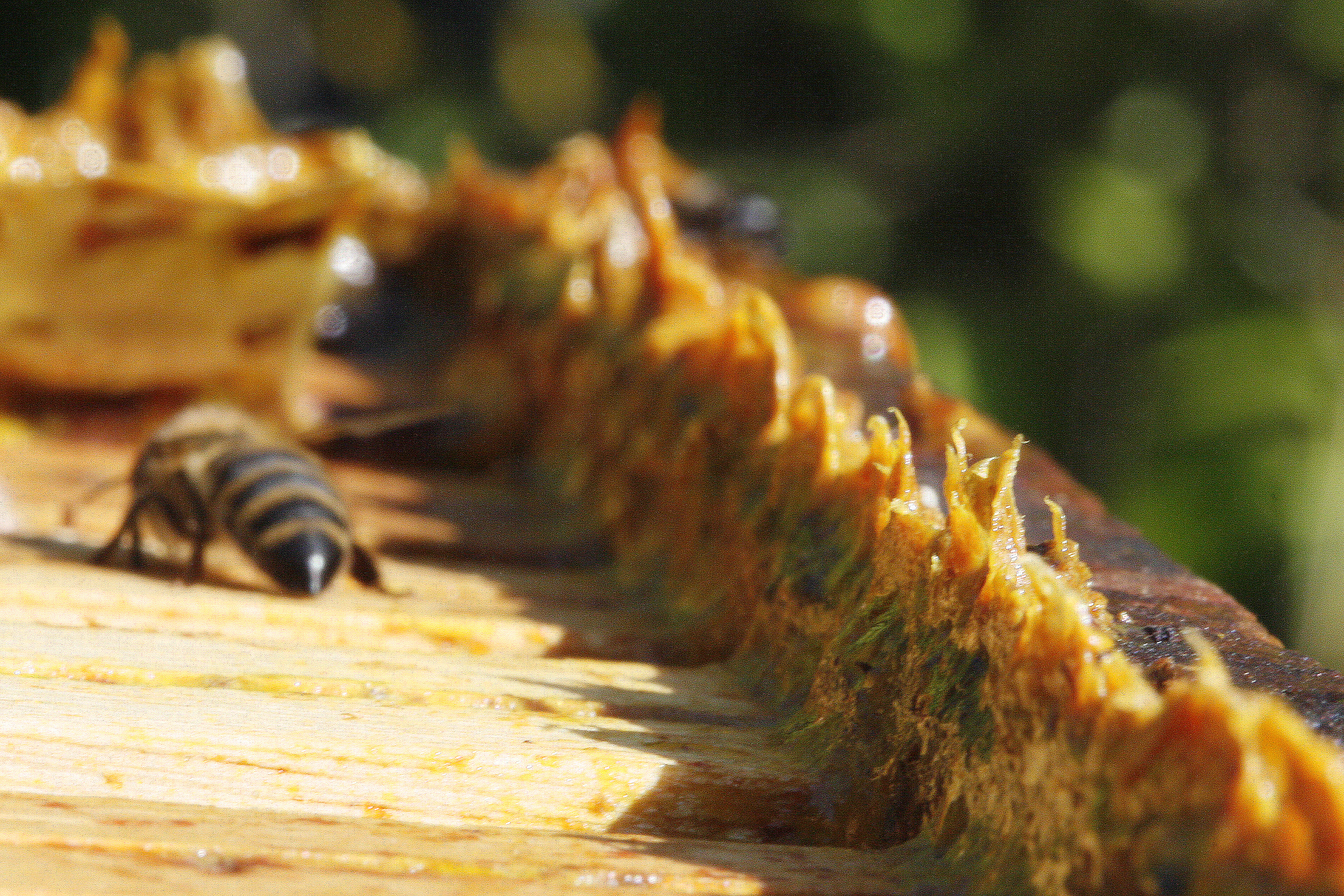
Прополис в местах стыков корпусов улья

Про́по́лис (от др.-греч. πρόπολις, дословно «предместье», от προ- — «перед» и πόλις — «город»), также пчелиный клей или уза — смолистое вещество от коричневого до тёмно-зелёного цвета, используемое пчёлами для замазывания щелей, регулирования проходимости летка, дезинфекции ячеек сот перед засевом яиц маткой, а также изоляции посторонних предметов в улье. Содержит клейкие вещества, которые пчёлы собирают с весенних почек деревьев (тополь, ольха, берёза и других) и модифицируют своими ферментами.
По вопросу о происхождении прополиса нет единого мнения. Согласно теории внутреннего происхождения, прополис является смолистым остатком от первой фазы переваривания пчёлами цветочной пыльцы. Подтверждением растительного происхождения прополиса служит идентичность химического состава его и экстрактов почек берёзы бородавчатой, тополя чёрного и других растений. В теории Кюстенмахера (1911) отмечаются следующие факты:
- максимальный сбор и производство прополиса совпадают по времени с самым большим взятком цветочной пыльцы;
- пчёлы собирают клей и в тех районах, где нет древесной растительности;
- число пчёл, посещающих смолистые древесные почки, невелико.

В XXI веке возобладала точка зрения, что прополис является продуктом переменного химического состава, а также что существует много типов прополисов, определяющихся их ботаническим происхождением.

## Использование в улье
Пчёлы используют прополис для замазывания щелей, отверстий в улье, таким образом защищая его от сквозняков и сохраняя в нём особый микроклимат. С помощью прополиса пчёлы регулируют ширину летка в зависимости от температуры окружающей среды, откуда и произошло название прополиса — προπόλις — «впереди города». Пчёлы полируют с помощью прополиса ячейки сот перед тем, как матка откладывает туда яйца. При попадании в улей довольно крупных животных, таких как мыши, которых пчёлы не в состоянии вытащить из улья, прополис используется пчёлами для мумификации трупов, что предотвращает их разложение.

## Производство прополиса
Пчеловоды собирают прополис специальными решётками или просто соскабливают его со стенок. С каждого улья в сезон собирают 50—150 г прополиса. Некоторые пчеловоды переплавляют собранный прополис на водяной бане, отделяя от механических примесей; при этом он практически полностью сохраняет свои свойства.

## Физические и органолептические свойства
Особенность прополиса (отличительная от остальных медопродуктов) — при кипячении даже в течение одного часа прополис сохраняет свои свойства полностью. Поэтому его можно применять и в тех случаях, когда его нужно нагреть, прокипятить или использовать с горячей водой.
Прополис жгуче-горький на вкус, имеет тёмно-бурый или жёлтый цвет. Изначально довольно мягкий, но при хранении густеет и постепенно твердеет, превращаясь в хрупкую массу наподобие тёмной канифоли. Прополис плавится при температуре 80—104 °C, при охлаждении ниже 15 °C легко крошится.
Растворим в горячих спиртах — метиловом и этиловом (более 70 %), бензине. Частично растворим в нашатырном спирте и крепкой уксусной кислоте. Также при специальной обработке растворим в воде или в растительном или животном маслах.

## Состав прополиса
Всего в прополисе обнаружено 16 классов органических соединений. Среди биологически активных соединений прополиса, которых в настоящее время идентифицировано более 100, важная роль принадлежит низкомолекулярным циклическим соединениям: полифенолам, спиртам, альдегидам и другим.
В прополисе идентифицировано более 200 соединений. При анализе образцов из Англии в одном из них удалось обнаружить одновременно 150 соединений. Для выполнения защитной функции прополиса важным считают именно множественность, обеспечивающую совместное эффективное действие.
В среднем прополис состоит из:
- 50 % смолообразных компонентов (флавоноиды — 5 %, ароматические кислоты, эфиры ароматических кислот),
- 30 % воска (сложные эфиры, жирные кислоты, спирты жирных кислот, предельные углеводороды),
- 10 % эфирного и ароматического масел,
- 5 % цветочной пыльцы (свободные аминокислоты и белки),
- 5 % других субстанций (минеральные вещества, кетоны, лактоны, хиноны, стероиды, витамины и сахара)[8].

Прополис содержит почти все микроэлементы, которые необходимы человеку: магний, калий, натрий, железо, цинк, марганец, медь, кобальт, фосфор, серу, сурьму, алюминий, хром, селен, кремний, стронций, титан, ванадий, олово и фтор. Из минералов, необходимых человеку в значительно бо́льших количествах, в прополисе прежде всего присутствует кальций. Различные витамины также обнаружены в прополисе, среди них прежде всего витамины группы B (В1, В2, В6), витамины A, С, Е, Н и Р.
В состав прополиса входят также аминокислоты: аланин, β-аланин, α(δ)-аминомасляная кислота, аргинин, аспарагин, аспарагиновая кислота, валин, гидроксипролин, гистидин, глицин, глутаминовая кислота, изолейцин, лизин, лейцин, метионин, орнитин, пироглутаминовая кислота, пролин, саркозин, серин, тирозин, треонин, триптофан, фенилаланин, цистин и цистеин. Многие из них являются незаменимыми для человека.
Большое терапевтическое значение имеют флавоноиды. Флавоноидный спектр представлен пятью соединениями: апигенин, акацетин, кемпферол, кемпферид и эрманин.
Прополис содержит также и различные ферменты. Их присутствие в прополисе имеет не такое большое значение, как в других продуктах пчеловодства, но и они в определённой мере оказывают влияние на его свойства. При исследованиях находят всё новые компоненты, среди которых есть даже натуральные антибиотические вещества, о существовании которых раньше не было известно ничего: эфирные масла, другие натуральные вещества, неблагоприятные для возбудителей болезней, например, противогрибковое вещество пиноцембрин или действующий подобным образом кофейнокислый эфир.

## Лекарственные и фармакологические свойства
Прополис имеет хорошо задокументированные фармакологические действия, включая противомикробные, антиоксидантные, противовоспалительные, иммуномодулирующие и кардиозащитные эффекты. Соответствующие исследования были проведены при Кафедре педиатрии и подростковой медицины Гонконгского Университета в 2013 году. Исследования 2017 года поставили под сомнение эффективность прополиса при лечении оральных, кожных и генитальных заболеваний из-за низких методологических характеристик и небольших размеров выборки уже имеющихся исследований. Чтобы получить больше клинических данных, потребуются дополнительные исследования с большим набором образцов для конкретных расстройств.
В 2016 году при Исследовательском центре биоинформатики и медицинской информатики при Университете штата Калифорния в Сан-Диего опубликован обзор антираковых свойств прополиса. Так, прополис показал эффективность против рака мозга, головы и шеи, кожи, молочной железы, печени, поджелудочной железы, почек, мочевого пузыря, предстательной железы, толстой кишки и крови. В качестве ключевых механизмов манипуляций раком были выведены: ингибирование матриксных металлопротеиназ, антиангиогенез, предотвращение метастазирования, остановка клеточного цикла, индукция апоптоза и ослабление вредных побочных эффектов, вызванных химиотерапией. Также было подтверждено его биологическое действие, которое варьируется от противомикробных, антиоксидантных, противовоспалительных, диабетических, дерматопротекторных, противоаллергических, слабительных и иммуномодулирующих до противоопухолевых.
В 2017 году была подготовлена комплексная рецензия, базирующаяся на результатах 115 независимых исследований, в которой была подтверждена и задокументирована клиническая эффективность применения прополиса при лечении ряда заболеваний и расстройств (лечение ран, педиатрия, лечение язв, разных видов рефлюкса и гастрита, воспаления ротовой полости, кардиологических расстройств и онкологических патологий).
В России зарегистрировано шесть гомеопатических и лекарственных препаратов, действующим веществом которых является прополис: «Настойка прополиса», аэрозоль «Пропосол», мазь «Пропоцеум», мазь гомеопатическая «Прополис гомеопатический», ректальные суппозитории «Простопин» и ректальные гомеопатические суппозитории «Прополис ДН».